# Parafia św. Antoniego Padewskiego w Gdańsku
Parafia Świętego Antoniego Padewskiego w Gdańsku – parafia rzymskokatolicka usytuowana w Gdańsku. Należy do dekanatu Gdańsk-Wrzeszcz, który należy z kolei do archidiecezji gdańskiej.

## Historia parafii
Plan wybudowania kościoła parafialnego w Brzeźnie pojawił się już w 1912 roku, jednak został on odłożony na później ze względu na wybuch I wojny światowej. Dopiero w 1920 roku zakupiono działkę pod przyszłą budowę. 
W 1921 roku msze odprawiano w sali gimnastycznej miejscowej szkoły oraz w domu zdrojowym. 
17 marca 1922 roku, decyzją biskupa chełmińskiego, Brzeźno zostało samodzielną placówką duszpasterską. W czerwcu tego roku ruszyła budowa świątyni.
10 kwietnia 1923 odprawiono pierwszą mszę w nowo powstałym kościele. Budynek poświęcono 26 października 1924. Biskup gdański Edward O’Rourke konsekrował świątynię 13 czerwca 1926, a 20 lutego 1929 roku utworzył w Brzeźnie samodzielną parafię. W latach 1979–1986 powiększono kościół.

## Duszpasterze
W parafii posługują księża:
- proboszcz: ks. kan. Jan Świstowicz (od 2015)
- wikariusze:
  - ks. Andrzej Niemcewicz (od 2023)
  - ks. Mateusz Konkol (od 2021)
- rezydent - ks. prał. Mieczysław Pikor